# 2000 في لبنان
فيما يلي قوائم الأحداث التي وقعت خلال عام 2000 في لبنان.

## سياسة

### انتهاء فترة المنصب
- 23 أكتوبر – سليم الحص، رئيس وزراء لبنان.

## رياضة
- كأس آسيا 2000

## أفلام
من الأفلام التي صدرت هذه السنة في لبنان:
- 1 يناير – أسأل فيلم

## كتب
من الكتب التي صدرت هذه السنة في لبنان:
- 1 يناير – رحلة بالداسار من تأليف أمين معلوف.

## مواليد

### يناير
- 1 يناير – إسحاق لفنون دبلوماسي إسرائيلي.
- 1 يناير – حسين عبد الحسين
- 1 يناير – رافي بارسوماين
- 1 يناير – ريم عكرا
- 1 يناير – ريما طويل
- 1 يناير – زياد خوري مخرج لبناني.

## وفيات

### يناير
- 23 يناير – صائب سلام (مواليد 1905) سياسي لبناني.